# Регин (город)
Регин (рум. Reghin, венг. Szaszregen, нем. Sächsisch Regen) — город в Румынии.

## Общие сведения
Площадь города Регин — 72,82 км². Численность населения составляет 36 741 человек (2007). Плотность населения — 505 чел./км². Находится на высоте 350 м над уровнем моря.

## География
Город и муниципия Регин расположен на севере жудеца (уезда) Муреш, в месте слияния рек Муреш и Гургиу, в 29 км к северо-востоку от города Тыргу-Муреш, в исторической области Трансильвания.

## История
Город был основан переселенцами из Германии, так называемыми трансильванскими саксами, на территории Венгерского королевства. Впервые письменно упомянут в хартии венгерского короля Андрея (Эндре) II в 1228 году. В 1241 году Регин подвергся нападению монголо-татар, а в 1285 году — половцев-куман. Первоначально город состоял из двух частей — немецкой и венгерской, разделённых рвом. В 1330 году, со строительством католического собора в венгерской части города, Регин превратился в региональный религиозный центр.
В XVI и XVII веках Регин, как и вся Трансильвания, были объектом ожесточённой борьбы между австрийскими Габсбургами и Османской империей. С победой австрийцев, Регин, как и всё Венгерское королевство, вошёл в состав империи Габсбургов. В 1848 году, во время Венгерской революции 1848—1949 годов, город был практически дотла сожжён.
В 1920 году, после окончания Первой мировой войны и согласно Трианонскому мирному договору, Регин был передан Румынии. В 1926 году было проведено административное объединение венгерской и немецкой частей города. В 1940 году, на основании Второго Венского арбитража Регин, вместе со всей Северной Трансильванией, вернулся в состав Венгрии. В июне 1944 года все евреи, проживавшие в Регине, были отправлены в Освенцим и там уничтожены. В 1945 году город вновь входит в состав Румынии.

## Население
Согласно переписи 1910 года среди жителей города 41 % были немцы, 40 % — венгры и 18 % — румыны. По состоянию на 2011 год в городе проживало 31 657 человек, национальный состав города выглядел следующим образом:
- румыны — 21153 (66,81 %);
- венгры — 8240 (26,02 %);
- цыгане — 2002 (6,32 %);
- немцы — 182 (0,57 %).

## Персоналии
- В городе Регин в 1903 году родился выдающийся немецкий композитор Рудольф Вагнер-Регени.
- Петру Майор (ок. 1756—1821) — румынский историк и лингвист, греко-католический священник, один из главных деятелей и идеологов национального возрождения румын.
- Георг Маурер (1907—1971) — немецкий поэт.